# کاوکو هننین
کاوکو هننین (انگلیسی: Kauko Hänninen؛ ۲۸ ژانویه ۱۹۳۰ – ۲۶ اوت ۲۰۱۳) قایقران روئینگ اهل فنلاند بود.
وی در مسابقات کشوری و بین‌المللی در مجموع برندهٔ ۱ مدال طلا، ۲ مدال برنز شده‌است.